# Mihai Răduț
Mihai Răduț (* 18. März 1990 in Slatina, Kreis Olt) ist ein rumänischer Fußballspieler. Der offensive Mittelfeldspieler stand von Anfang 2017 bis Mai 2019 bei Lech Posen in der polnischen Ekstraklasa unter Vertrag.

## Karriere
Im Sommer 2007 kam Răduț in die Nachwuchsmannschaft von Sporting Lissabon. Dort spielte er bis zur Winterpause 2008/09 als ihn Internațional Curtea de Argeș, das in der zweiten rumänischen Liga spielte, zurück in sein Heimatland holte. Nach dem Aufstieg am Saisonende kam er am 31. Juli 2009 zu seinem ersten Einsatz in der Liga 1. Nachdem Internațional am Saisonende die Lizenz entzogen worden war, wechselte er zum Ligakonkurrenten Steaua Bukarest. Mit dem Rekordmeister gewann er mit einem 2:1-Erfolg im Pokalfinale 2011 gegen Dinamo Bukarest seinen ersten Titel. In der Saison 2012/13 ist er an den Ligakonkurrenten Pandurii Târgu Jiu ausgeliehen. Nach seiner Rückkehr gewann er mit Steaua die Meisterschaft 2014, kam jedoch im Laufe der Spielzeit nur auf sieben Einsätze.
Im Sommer 2014 wechselte Răduț zu Pandurii Târgu Jiu. Dort erreichte er mit seinem Team am Ende der Saison 2015/16 die Qualifikation zur Europa League. Im Sommer 2016 verließ er Pandurii zum Hatta Club in die Vereinigten Arabischen Emirate. Dort kam er lediglich zweimal zum Einsatz. Anfang 2017 verpflichtete ihn der polnische Erstligist Lech Posen. Im Mai 2019 wurde sein Vertrag mit Lech Posen aufgelöst.

### Nationalmannschaft
Răduț stand zwischen Mai und August 2010 im Kader der rumänischen Nationalmannschaft an und kam zu zwei Einsätzen. Er debütierte am 29. Mai 2010 im Freundschaftsspiel gegen die Ukraine, als er in der 86. Minute für Cristian Tănase eingewechselt wurde.

## Erfolge
- Rumänischer Meister: 2014
- Rumänischer Pokalsieger: 2011
- Polnischer Pokal-Finalist: 2017